# II. Fallschirmkorps
O Generalkommando II. Fallschirm-Korps foi um Corpo da Luftwaffe durante a Segunda Guerra Mundial que controlou diversas unidades da Luftwaffe, como também algumas divisões do Heer e da Waffen-SS.

## História
A sua formação foi ordenada no dia 5 de Novembro de 1943 a partir do XIII. Fliegerkorps e da Divisão Meindl sendo completada no dia 1 de Fevereiro de 1944. Permaneceu próxima de Paris na reserva, sob comando do Oberbefehlshaber West.
As primeiras unidades da Luftwaffe a ingressarem ao corpo foram a 3ª e 5ª Fallschirmjägerdivision. Um ano após a sua criação foi quase completamente destruído no Bolsão de Falaise durante a Batalha da Normandia. O II Fallschirmkorps foi mais tarde re-armada com as tropas provenientes da Fallschirm-Jäger-Ersatz-Bataillon 2 e foi enviado para auxiliar o 1 Fallschirm-Armee sob comando do qual lutou até o final da guerra quando se rendeu para os aliados após o armistício.

## Kommandierender General
- GenLt. Eugen Meindl, 5 de Novembro de 1943 - 25 de Maio de 1945[2]

## Chef des Stabes
- Oberst Ernst Blauensteiner, 26 de Fevereiro de 1944 - 8 de Maio de 1945[2]

## Bases do QG
| Julho de 1944                      | Villebaudon    |
| Setembro de 1944 - Outubro de 1944 | Keppeln        |
| Dezembro de 1944                   | área de Rheydt |
| Março de 1945                      | Bocholt        |

## Serviço de Guerra
| Data                         | Corpo    | Grupo de Exércitos | Área        |
| ---------------------------- | -------- | ------------------ | ----------- |
| Fev 44 - Abr 44              | Reserva  | OB West            | Paris       |
| Mai 44 - Ago 44              | AOK. 7   | B                  | Normandia   |
| Set 44 - Sessão desconhecida |          |                    |             |
| Out 44 - Nov 44              | FsAOK.1  | B                  | Holanda     |
| Dez 44 - Mar 45              | FsAOK. 1 | H                  | Baixo Reine |
| Abr 45                       | FsAOK. 1 | OB Nordwest        | Ems, Weser  |

## Unidades
- Fallschirm-Artillerie-Kommandeur 12, from 2.45
- Korps-Nachrichten-Abteilung 2 der Luftwaffe
- Korps-Aufklärungs-Abteilung 2 der Luftwaffe
- Korps-Artillerie-Regiment 2 der Luftwaffe
- Sturmgeschütz-Abteilung 2 der Luftwaffe
- Fallschirm-Flak-Regiment 2
- Kommandeur der Nachschubeinheiten II. Fallschirm-Korps[2]

## Ordem de Batalha
| 15 de Maio de 1944      | -                                                          |
| 12 de Junho de 1944     | 17. SS Div, 352. ID, 275. ID, 3. FJD                       |
| 17 de Julho de 1944     | 266. ID, 352. ID, 3. FJD                                   |
| 31 de Agosto de 1944    | 3. FJD, 5. FJD, 708. ID, 89. ID, 276. ID, 277. ID, 326. ID |
| 13 de Outubro de 1944   | 190. ID, 84. ID, 406. ID                                   |
| 5 de Novembro de 1944   | 190. ID, 84. ID                                            |
| 26 de Novembro de 1944  | 190. ID, 84. ID                                            |
| 31 de Dezembro de 1944  | 606. ID                                                    |
| 19 de Fevereiro de 1945 | 8. FJD, 190. ID                                            |
| 1 de Março de 1945      | 7. FJD, 8. FJD                                             |
| 12.4.45                 | 245. ID, 7. FJD, 8. FJD                                    |